# Eendrachtsland

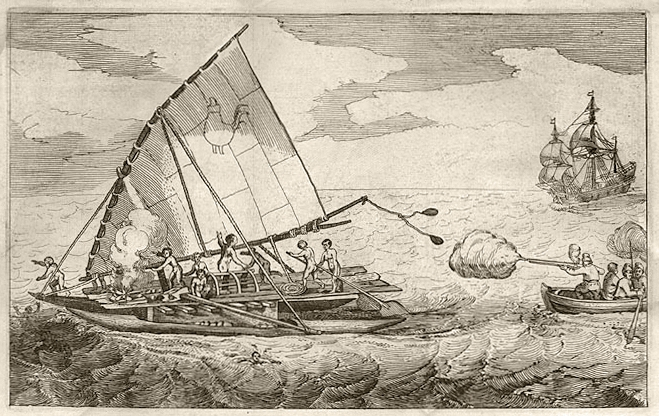
La nave olandese De Eendracht attacca un catamarano nel Pacifico meridionale, opera di Willem Cornelisz Schouten van Hoor (1615–1617).

Eendrachtsland o Eendraghtsland deriva dall'olandese het Landt van d'Eendracht o Land van de Eendracht ed è stato uno dei primi nomi dati dagli europei all'Australia, essendo in uso per ventotto anni, dal 1616 al 1644.
Nel 1616 Dirk Hartog con la nave Eendracht della Compagnia Olandese delle Indie Orientali durante un viaggio d'esplorazione incontrò la costa occidentale australiana attorno al 26º parallelo di latitudine sud vicino a quella che oggi è conosciuta come l'isola di Dirk Hartog nell'Australia occidentale.
Dopo aver lasciato l'isola, l'Eendracht navigò in direzione nord-ovest lungo la costa dell'Australia occidentale, tracciando una prima mappatura cartografica della zona. Diede a questa terra il nome het Landt van d'Eendracht o Eendrachtsland, dal nome della sua nave, l'Eendracht, che significa Unità.